# Sasso di Castalda
Sasso di Castalda (lucà: U Sàsse) és un municipi italià, situat a la regió de Basilicata i a la província de Potenza. Ocupa una superfície de 45,43 quilòmetre quadrat i tenia 733 habitants a l'1 gener 2023.

## Demografia
| 1r gener 2017 | 1r gener 2018 | 1r gener 2023 |
| 834           | 831           | 733           |

## Administració
| Dates mandat | Nom de l'alcalde/ssa | Causa finalització |
| ------------ | -------------------- | ------------------ |